# بنجكنت

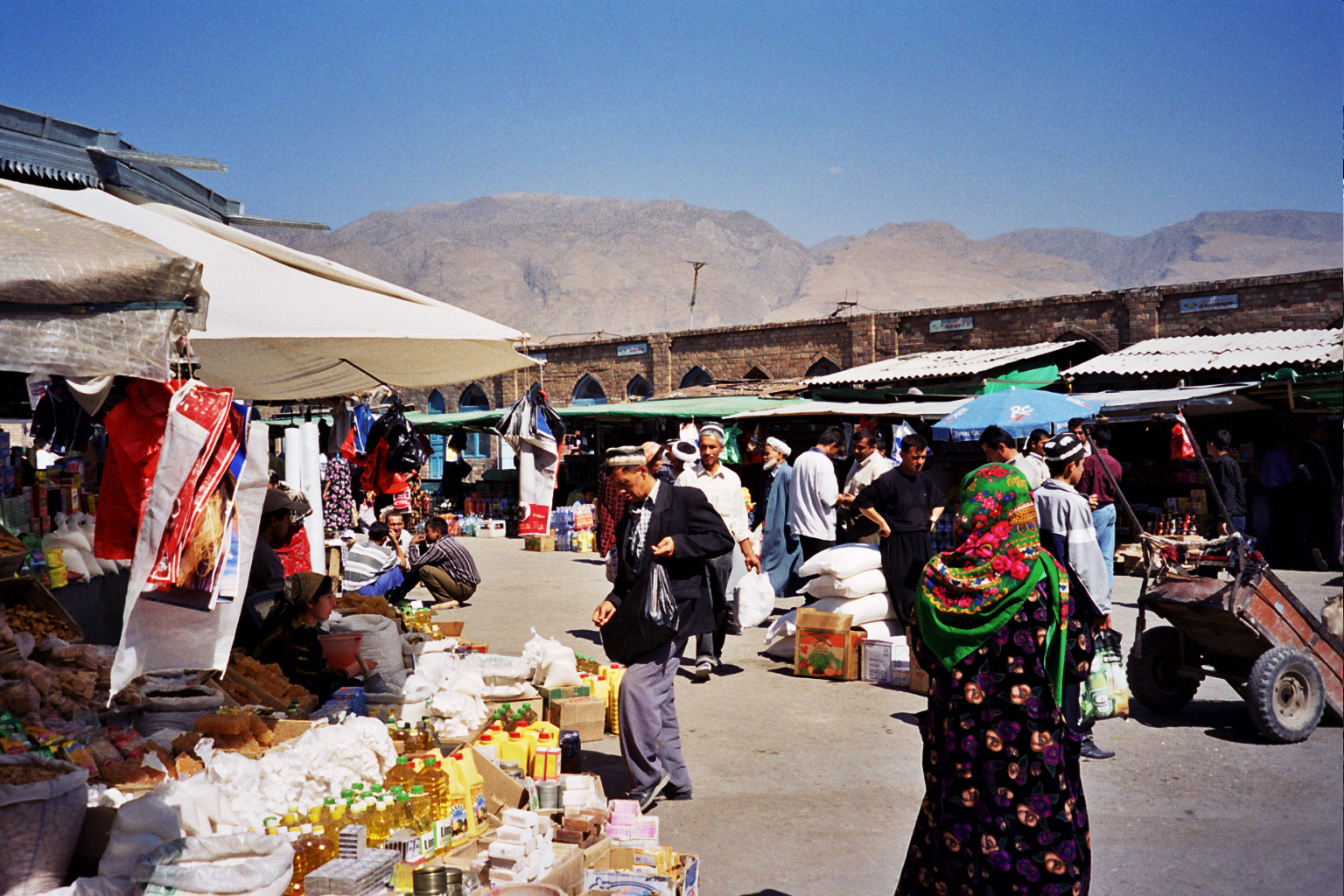
سوق بنجكنت

بونجكث أو بنجكنت ((بالطاجيكية:  Панҷакент)‏; (بالفارسية: پنجکنت); (بالروسية: Пенджикент)‏)، كما وردت Panjikent، Panjekent، Panjikant أو Penjikent، هي مدينة في ولاية صغد في طاجيكستان على نهر زرافشان، ويبلغ عدد سكانها 33000 (تعداد عام 2000). تقع أنقاض البلدة القديمة على مشارف المدينة الحديثة.

## التاريخ
ذكرت المدينة في كثير من كتب الجغرافيون العرب باسم بونجكث.
قال الإدريسي في نزهة المشتاق في اختراق الآفاق
- «ومن مدينة سمرقند إلى مدينة بونجكث مرحلة وهي من بلاد أشروسنة»
- «وأعظم مدنها بونجكث وهي مدينة كبيرة لها ربض كبير وعليها سور وعلى ربضها أيضاً مثل ذلك وبها مسجد جامع وحلقات علم وبناؤها بالطين وسقوفهم خشب ولها قهندز ولها بالمدينة أسواق عامرة وتجارات قائمة ومكاسب دائرة وصنائع منصرفة ولها بساتين وكروم وزروع كثيرة ويجري فيها نهر عليه رحى يطحن بها ولها مدن كثيرة منها خرقانة وأرسيانيكث...»
- «ومن بونجكث إلى فغكث تسعة أميال»[3]

## الجغرافيا

### المناخ
| البيانات المناخية لـPanjakent (Pendzikent-38705)                                                            | البيانات المناخية لـPanjakent (Pendzikent-38705) | البيانات المناخية لـPanjakent (Pendzikent-38705) | البيانات المناخية لـPanjakent (Pendzikent-38705) | البيانات المناخية لـPanjakent (Pendzikent-38705) | البيانات المناخية لـPanjakent (Pendzikent-38705) | البيانات المناخية لـPanjakent (Pendzikent-38705) | البيانات المناخية لـPanjakent (Pendzikent-38705) | البيانات المناخية لـPanjakent (Pendzikent-38705) | البيانات المناخية لـPanjakent (Pendzikent-38705) | البيانات المناخية لـPanjakent (Pendzikent-38705) | البيانات المناخية لـPanjakent (Pendzikent-38705) | البيانات المناخية لـPanjakent (Pendzikent-38705) | البيانات المناخية لـPanjakent (Pendzikent-38705) |
| الشهر | يناير                                            | فبراير                                           | مارس                                             | أبريل                                            | مايو                                             | يونيو                                            | يوليو                                            | أغسطس                                            | سبتمبر                                           | أكتوبر                                           | نوفمبر                                           | ديسمبر                                           | المعدل السنوي                                    |
| --- | ------------------------------------------------ | ------------------------------------------------ | ------------------------------------------------ | ------------------------------------------------ | ------------------------------------------------ | ------------------------------------------------ | ------------------------------------------------ | ------------------------------------------------ | ------------------------------------------------ | ------------------------------------------------ | ------------------------------------------------ | ------------------------------------------------ | ------------------------------------------------ |
| المتوسط اليومي °م (°ف)                                                                                      | −1.6 (29.1)                                      | −0.4 (31.3)                                      | 4.9 (40.8)                                       | 11.2 (52.2)                                      | 15.6 (60.1)                                      | 20.5 (68.9)                                      | 22.8 (73.0)                                      | 21.1 (70.0)                                      | 16.4 (61.5)                                      | 10.4 (50.7)                                      | 5.5 (41.9)                                       | 1.4 (34.5)                                       | 10.7 (51.3)                                      |
| الهطول مم (إنش)                                                                                             | 53.0 (2.09)                                      | 53.2 (2.09)                                      | 85.0 (3.35)                                      | 94.0 (3.70)                                      | 62.6 (2.46)                                      | 11.1 (0.44)                                      | 6.0 (0.24)                                       | 2.6 (0.10)                                       | 4.6 (0.18)                                       | 31.8 (1.25)                                      | 33.9 (1.33)                                      | 48.7 (1.92)                                      | 468.5 (18.44)                                    |
| متوسط أيام هطول الأمطار (≥ 0.1 mm)                                                                          | 10.7                                             | 11.3                                             | 13.5                                             | 12.1                                             | 9.3                                              | 3.1                                              | 2.3                                              | 1.2                                              | 1.7                                              | 5.6                                              | 7.5                                              | 9.6                                              | 87.9                                             |
| متوسط الرطوبة النسبية (%)                                                                                   | 66.1                                             | 66.9                                             | 64.4                                             | 60.9                                             | 53.8                                             | 42.3                                             | 41.3                                             | 42.1                                             | 45.3                                             | 55.1                                             | 59.1                                             | 64.4                                             | 55.1                                             |
| المصدر: "The Climate of Panjakent". Weatherbase. مؤرشف من الأصل في 2023-03-07. اطلع عليه بتاريخ 2014-08-07. |                                                  |                                                  |                                                  |                                                  |                                                  |                                                  |                                                  |                                                  |                                                  |                                                  |                                                  |                                                  |                                                  |

## وصلات خارجية
- بنجكنت
- Travel tips to visit Penjakent
- OpenStreetMap

قالب:صغد